# Messor melancholicus
Messor melancholicus är en myrart som beskrevs av Arnol'di 1977. Messor melancholicus ingår i släktet Messor och familjen myror. Inga underarter finns listade i Catalogue of Life.